# Abbotsford
Abbotsford es una ciudad canadiense, situada en el Valle del Fraser en la provincia de Columbia Británica, adyacente al Distrito Regional de Greater Vancouver. Es la quinta municipalidad con más población en Columbia Británica y la número 37 en Canadá, con una población de 133.497 habitantes (2011). Su área metropolitana tiene 159.020 habitantes, ocupando el puesto número 23 por población en Canadá.
Abbotsford es la tercera ciudad más diversa étnicamente en Canadá, luego de Toronto y Vancouver. Alberga al Aeropuerto Internacional de Abbotsford, el cual sirve como un liberador de carga al Aeropuerto Internacional de Vancouver.
El municipio limita al sur con Estados Unidos, específicamente con Sumas, Washington. Al oeste limita con Langley, al norte con Mission al norte y con Chilliwack al este. Desde Abbotsford es posible apreciar el Monte Baker, el cual se encuentra a menos de 100 kilómetros de la ciudad.

## Historia
La primera etapa en el desarrollo colonial de Abbotsford ocurrió cuando el Cuerpo Real de Ingenieros exploró el área debido a la fiebre del oro en el río Fraser en 1858. Esto condujo a la construcción del Old Yale Road, el primer camino que enlazaba con el Valle del Fraser. El proceso de asentamiento continuó y se empezó la producción de tabaco, leche y mantequilla a finales de la década de 1860. En 1891 Canadian Pacific Railway construyó una línea en el área que conectaba Mission con Sumas. BC Electric Railway llegó al área en 1910, asegurando un rápido nivel de crecimiento que ha continuado hasta la actualidad.
El desastre natural más notable que ha sucedido en Abbotsford fue una gran inundación en 1948.

## Clima
| Parámetros climáticos promedio de Abbotsford (1981–2010) | Parámetros climáticos promedio de Abbotsford (1981–2010) | Parámetros climáticos promedio de Abbotsford (1981–2010) | Parámetros climáticos promedio de Abbotsford (1981–2010) | Parámetros climáticos promedio de Abbotsford (1981–2010) | Parámetros climáticos promedio de Abbotsford (1981–2010) | Parámetros climáticos promedio de Abbotsford (1981–2010) | Parámetros climáticos promedio de Abbotsford (1981–2010) | Parámetros climáticos promedio de Abbotsford (1981–2010) | Parámetros climáticos promedio de Abbotsford (1981–2010) | Parámetros climáticos promedio de Abbotsford (1981–2010) | Parámetros climáticos promedio de Abbotsford (1981–2010) | Parámetros climáticos promedio de Abbotsford (1981–2010) | Parámetros climáticos promedio de Abbotsford (1981–2010) |
| Mes                                                      | Ene.                                                     | Feb.                                                     | Mar.                                                     | Abr.                                                     | May.                                                     | Jun.                                                     | Jul.                                                     | Ago.                                                     | Sep.                                                     | Oct.                                                     | Nov.                                                     | Dic.                                                     | Anual                                                    |
| -------------------------------------------------------- | -------------------------------------------------------- | -------------------------------------------------------- | -------------------------------------------------------- | -------------------------------------------------------- | -------------------------------------------------------- | -------------------------------------------------------- | -------------------------------------------------------- | -------------------------------------------------------- | -------------------------------------------------------- | -------------------------------------------------------- | -------------------------------------------------------- | -------------------------------------------------------- | -------------------------------------------------------- |
| Temp. máx. abs. (°C)                                     | 18.1                                                     | 20.6                                                     | 24.9                                                     | 29.8                                                     | 36.0                                                     | 42.9                                                     | 38.0                                                     | 39.4                                                     | 37.5                                                     | 29.3                                                     | 22.4                                                     | 18.2                                                     | 42.9                                                     |
| Temp. máx. media (°C)                                    | 6.7                                                      | 9.0                                                      | 11.6                                                     | 14.7                                                     | 18.1                                                     | 20.8                                                     | 24.0                                                     | 24.4                                                     | 21.3                                                     | 15.0                                                     | 9.3                                                      | 5.9                                                      | 15.1                                                     |
| Temp. media (°C)                                         | 3.6                                                      | 5.0                                                      | 7.2                                                      | 9.8                                                      | 13.0                                                     | 15.7                                                     | 18.1                                                     | 18.2                                                     | 15.3                                                     | 10.5                                                     | 6.0                                                      | 2.9                                                      | 10.4                                                     |
| Temp. mín. media (°C)                                    | 0.4                                                      | 1.1                                                      | 2.7                                                      | 4.8                                                      | 7.8                                                      | 10.5                                                     | 12.2                                                     | 12.0                                                     | 9.3                                                      | 5.9                                                      | 2.7                                                      | -0.1                                                     | 5.8                                                      |
| Temp. mín. abs. (°C)                                     | -21.1                                                    | -18.9                                                    | -12.8                                                    | -4.4                                                     | -2.2                                                     | 1.1                                                      | 2.2                                                      | 3.3                                                      | -1.7                                                     | -7.5                                                     | -16.7                                                    | -20.0                                                    | -21.1                                                    |
| Precipitación total (mm)                                 | 211.7                                                    | 132.3                                                    | 149.3                                                    | 117.8                                                    | 99.8                                                     | 74.8                                                     | 43.2                                                     | 45.9                                                     | 75.5                                                     | 152.7                                                    | 248.2                                                    | 186.6                                                    | 1537.8                                                   |
| Lluvias (mm)                                             | 193.6                                                    | 123.4                                                    | 144.9                                                    | 117.1                                                    | 99.8                                                     | 74.8                                                     | 43.2                                                     | 45.9                                                     | 75.5                                                     | 152.7                                                    | 241.5                                                    | 170.9                                                    | 1483.3                                                   |
| Nevadas (cm)                                             | 18.5                                                     | 8.6                                                      | 4.4                                                      | 0.5                                                      | 0.0                                                      | 0.0                                                      | 0.0                                                      | 0.0                                                      | 0.0                                                      | 0.0                                                      | 6.7                                                      | 16.5                                                     | 55.2                                                     |
| Días de precipitaciones (≥ 0.2 mm)                       | 20.1                                                     | 16.2                                                     | 19.1                                                     | 16.3                                                     | 14.4                                                     | 13.0                                                     | 7.3                                                      | 7.1                                                      | 9.6                                                      | 15.8                                                     | 20.8                                                     | 19.8                                                     | 179.5                                                    |
| Días de lluvias (≥ 0.2 mm)                               | 18.2                                                     | 15.4                                                     | 18.6                                                     | 16.3                                                     | 14.4                                                     | 13.0                                                     | 7.3                                                      | 7.1                                                      | 9.6                                                      | 15.8                                                     | 20.2                                                     | 18.2                                                     | 174.1                                                    |
| Días de nevadas (≥ 0.2 cm)                               | 3.7                                                      | 1.9                                                      | 1.4                                                      | 0.3                                                      | 0.0                                                      | 0.0                                                      | 0.0                                                      | 0.0                                                      | 0.0                                                      | 0.0                                                      | 1.3                                                      | 3.6                                                      | 12.2                                                     |
| Horas de sol                                             | 68.3                                                     | 99.0                                                     | 131.5                                                    | 171.5                                                    | 208.7                                                    | 213.7                                                    | 276.7                                                    | 263.2                                                    | 201.9                                                    | 122.6                                                    | 64.7                                                     | 64.9                                                     | 1886.7                                                   |
| Humedad relativa (%)                                     | 73.3                                                     | 62.9                                                     | 59.9                                                     | 56.0                                                     | 56.5                                                     | 57.1                                                     | 54.5                                                     | 53.2                                                     | 56.4                                                     | 66.1                                                     | 74.3                                                     | 74.5                                                     | 62.1                                                     |
| Fuente: Environment Canada                               |                                                          |                                                          |                                                          |                                                          |                                                          |                                                          |                                                          |                                                          |                                                          |                                                          |                                                          |                                                          |                                                          |

## Gobierno
La ciudad de Abbotsford utiliza un Concejo Administrador como sistema de gobierno local. El actual alcalde y el Concejo fueron elegidos el 19 de noviembre de 2005. El actual alcalde es George Ferguson.
La bandera y el blasón de Abbotsford son el mismo, mostrando líneas diagonales, horizontales y verticales que se cruzan en un mismo punto, presentado a Abbotsford como un cruce de caminos. En el centro se encuentra una flor de fresa, simbolizando la industria loca de fresas y el río Fraser.
La bandera de Abbotsford era originalmente en color azul. El cambio a verde fue iniciado en 1995 cuando el distrito de Abbotsford y el distrito de Matsqui se fusionaron para crear la ciudad de Abbotsford.

## Demografía
Abbotsford es la tercera ciudad más étnicamente diversa en Canadá y la ciudad con más población de Asia meridional, de acuerdo con el censo de 2001.
El grupo religioso mayoritario de Abbotsford es el cristianismo con 61,4% de la población, siendo las denominaciones mayoritarias la protestante y la anabaptista. El segundo grupo con mayor de seguidores es el sikhismo, con 13,4% de la población. La ciudad posee el primer templo sikh en Canadá, el cual es uno de los más antiguos en América del Norte.
El grupo étnico más grande es el caucásico, siendo aproximadamente el 79,6% de la población. La minoría étnica más grande en Abbotsford son los sudasiáticos (India, Pakistán, Bangladés y Sri Lanka) con 14,9% de la población. En tercer lugar se encuentran los amerindios, con 2,2% de la población.
El inglés es la lengua principal, con 71,2% de la población teniéndola como lenguaje principal. El panyabí es el segundo lenguaje más hablado.
23.8% de la población nació fuera de Canadá. De ese porcentaje, la mayoría son de Asia meridional, seguidos por el Sureste Asiático, China, Corea y Latinoamérica. Entre los inmigrantes europeos se cuentan ingleses, alemanes, holandeses, escoceses, irlandeses, noruegos, islandeses y suecos.
Aproximadamente 92% de la población residente trabaja en la ciudad o en comunidades vecinas. La agricultura es la industria principal, seguida de cerca por transporte, manufactura y ventas minoristas. También hay una industria aeroespacial, pequeña pero creciente, liderada por Conair Group Inc. y Cascade Aerospace. Abbotsford alberga también tres prisiones federales, cada una de las cuales emplea entre 200 y 500 oficiales y personal de soporte.
| Categoría                            | Dato               |
| ------------------------------------ | ------------------ |
| Población (2011)                     | 133.497 habitantes |
| % Cambio (2001-2006)                 | 7,2%               |
| % Cambio (2006-2011)                 | 7,4%               |
| Fuerza laboral residente (2001)      | 58.140             |
| Residencias (2006)                   | 45.286             |
| Densidad de población (2006)         | 344,7 hab/km²      |
| Ingreso bruto de la población (2002) | $2.337.376.686     |
| Ingreso promedio por familia (2001)  | $56.165            |
| Ingreso promedio individual(2001)    | $26.794            |

## Educación
La educación primaria y la secundaria son administradas por el distrito escolar 34 Abbotsford.
Entre las instituciones de educación superior en la ciudad se encuentran el University College of the Fraser Valley, dos instituciones religiosas: el Columbia Bible College y el Summit Pacific College, también están el Sprott Shaw Community College, el Vancouver Community College, y el CDI College of Business, Technology and Health Care.
También se puede encontrar una escuela virtual llamada "Abbotsford Virtual School" que ofrece más de 30 cursos semestrales en línea. Esta escuela ofrece un programa único de Animación y Modelaje que enseña a los niños aspectos de la industria de los videojuegos.

## Policía
La ciudad posee su propia fuerza policial municipal. El Departamento de Policía de Abbotsford es uno de los once cuerpos policiales municipales en Columbia Británica. Fue formada oficialmente en 1995, cuando Matsqui and Abbotsford se unieron para formar la ciudad de Abbotsford. Antes de la unión, Matsqui era patrullada por la Policía de Matsqui y Abbotsford por la Policía Montada del Canadá. Durante un referendo los ciudadanos decidieron mantener una fuerza policial municipal.
Para 2006, el Departamento de Policía de Abbotsford empleaba 200 oficiales y 80 empleados civiles. Es la tercera fuerza policial municipal más grande de Columbia Británica, luego de Vancouver y Victoria.
Para el 20 de julio de 2006, el área metropolitana de Abbotsford (que incluye Mission) tiene el índice de crímenes de propiedad más alto y el sexto índice de crímenes violentos más alto en poblaciones entre 100 000 y 500 000 habitantes.

## Transporte
Abbotsford es servida por un sistema de tránsito regional (ValleyMAX) operado por Township Transit Inc., con fondos de la ciudad de Abbotsford y del distrito de Mission. Las rutas de transporte más grandes que llevan a Abbotsford son la Autopista Trans-Canadá (#1), la Autopista Abbotsford-Mission (#11) y la Autopista Fraser (#1A). Se puede llegar a los Estados Unidos a través de Huntingdon.
Abbotsford alberga al Aeropuerto Internacional de Abbotsford, localizado en la parte sur de la municipalidad, el cual actúa como un liberador de carga para el Aeropuerto Internacional de Vancouver. WestJet provee un servicio regular desde el aeropuerto, debido a su proximidad con los suburbios al este de Vancouver. El aeropuerto también es la sede anual del Abbotsford International Airshow.

## Deportes
Abbotsford alberga al Valley Royals Track & Field Club. Entre los miembros del club se encuentran la atleta olímpica canadiense Stephanie McCann (salto con pértiga) y el campeón mundial júnior de 2004 en salto de altura, Michael Mason. Los Valley Royals son liderados por su entrenador Gerry Swan, de gran renombre nacional, y tienen su base en el Rotary Stadium.
Abbotsford Minor Hockey es una de las asociaciones más grandes en Columbia Británica con más de 1000 jugadores registrados con edades desde 5 hasta 18 años. Esta asociación es reconocida por muchos como un modelo y líder en el desarrollo de ligas menores de hockey; además, muchos jugadores de Abbotsford han ido a ligas mayores de este deporte. En la temporada 2005-2006, el equipo Bantam AAA de Abbotsford fue el Western Canadian Bantam Champions y ocho de sus jugadores fueron seleccionados en el 2006 WHL Bantam Draft. Abbotsford alberga a los Abbotsford Pilot de la Pacific International Junior Hockey League.
Abbotsford tiene un programa de fútbol superior, ganando dos títulos nacionales y numerosos títulos provinciales. En Abbotsford viven los jugadores de fútbol Sophie Schmidt y Brad Petoom. También es sede de los Abbotsford Ranger de la Premier Development League de las United Soccer Leagues.
El club de rugby de Abbotsford apoya a tres equipos de hombres, dos equipos de mujeres, equipos sub-19 de hombres y mujeres, equipos sub-15, sub-16 y sub-17 de hombres y un programa de mini rugby. Muchos de los jugadores de Abbotsford han llegado a jugar para Canadá, tales como Erin Lockwood, Ryan McWhinney, Scott Hunter, Bryn Keys y Brodie Henderson.
En cuanto a equipos profesionales, cuenta con los Fraser Valley Bandits de la Canadian Elite Basketball League.

## Comunidades
- Abbotsford
- Aberdeen
- Arnold
- Bradner
- Clayburn
- Clearbrook
- Eagle Mountain
- Gifford
- Huntingdon
- Glen Mountain
- Kilgard
- Matsqui
- Mount Lehman
- North Poplar
- Peardonville
- South Poplar
- Straiton

## Ciudades hermanadas
- Fukagawa, Japón